# Alpiner Skiweltcup 2005/06
Die Saison 2005/06 des von der FIS veranstalteten Alpinen Skiweltcups begann am 22. Oktober 2005 in Sölden und endete am 19. März 2006 anlässlich des Weltcup-Finales in Åre. Bei den Männern wurden 36 Rennen ausgetragen (9 Abfahrten, 6 Super-G, 8 Riesenslaloms, 10 Slaloms, 3 Super-Kombinationen). Bei den Frauen waren es ebenfalls 36 Rennen (je 8 Abfahrten und Super-G, je 9 Riesenslaloms und Slaloms, 2 Super-Kombinationen). Dazu kam eine klassische Kombinationswertung bei den Männern. Den Saisonabschluss bildete ein erstmals veranstalteter Mannschaftswettbewerb.
Höhepunkt der Saison waren die Olympischen Spiele 2006 in Turin (die alpinen Skiwettbewerbe fanden in Sestriere und San Sicario statt).

## Weltcupwertungen

### Gesamt
| Rang | Name                  | Punkte |
| ---- | --------------------- | ------ |
| 01.  | Benjamin Raich        | 1410   |
| 02.  | Aksel Lund Svindal    | 1006   |
| 03.  | Bode Miller           | 0928   |
| 04.  | Daron Rahlves         | 0903   |
| 05.  | Michael Walchhofer    | 0855   |
| 06.  | Hermann Maier         | 0818   |
| 07.  | Kalle Palander        | 0801   |
| 08.  | Kjetil André Aamodt   | 0707   |
| 09.  | Ted Ligety            | 0636   |
| 10.  | Marco Büchel          | 0626   |
| 11.  | Thomas Grandi         | 0619   |
| 12.  | Fritz Strobl          | 0599   |
| 13.  | Giorgio Rocca         | 0597   |
| 14.  | Rainer Schönfelder    | 0567   |
| 15.  | Didier Défago         | 0543   |
| 16.  | Peter Fill            | 0523   |
| 17.  | Massimiliano Blardone | 0442   |
| 18.  | Erik Guay             | 0435   |
| 19.  | Bruno Kernen          | 0432   |
| 20.  | Hannes Reichelt       | 0425   |
| 21.  | Fredrik Nyberg        | 0414   |
| 22.  | François Bourque      | 0399   |
| 23.  | Christoph Gruber      | 0347   |
| 24.  | Stéphane Tissot       | 0336   |
| 25.  | Akira Sasaki          | 0333   |
| 26.  | Ambrosi Hoffmann      | 0318   |
| 26.  | Markus Larsson        | 0318   |
| 28.  | Reinfried Herbst      | 0316   |
| 29.  | Davide Simoncelli     | 0314   |
| 30.  | Stephan Görgl         | 0309   |
| 31.  | Hans Grugger          | 0299   |
| 32.  | Klaus Kröll           | 0283   |
| 33.  | Jean-Pierre Vidal     | 0258   |
| 34.  | Didier Cuche          | 0240   |
| 35.  | Kristian Ghedina      | 0235   |
| 36.  | Mario Matt            | 0230   |
| 37.  | Kentarō Minagawa      | 0219   |
| 37.  | Andreas Schifferer    | 0219   |
| 39.  | André Myhrer          | 0206   |
| 40.  | Ivica Kostelić        | 0204   |
| 41.  | Pierrick Bourgeat     | 0194   |
| 42.  | Scott Macartney       | 0188   |
| 43.  | Kjetil Jansrud        | 0169   |
| 43.  | Lasse Kjus            | 0169   |
| 45.  | Antoine Dénériaz      | 0168   |
| 46.  | Steven Nyman          | 0157   |
| 46.  | Erik Schlopy          | 0157   |
| 48.  | Felix Neureuther      | 0147   |
| 49.  | Silvan Zurbriggen     | 0145   |
| 50.  | Daniel Albrecht       | 0139   |

| Rang | Name                   | Punkte |
| ---- | ---------------------- | ------ |
| 51.  | Joël Chenal            | 137    |
| 52.  | Andrej Šporn           | 136    |
| 53.  | Andreas Buder          | 133    |
| 54.  | Matthias Lanzinger     | 130    |
| 55.  | Yannick Bertrand       | 127    |
| 56.  | Manfred Mölgg          | 126    |
| 57.  | Patrik Järbyn          | 125    |
| 57.  | Patrick Thaler         | 125    |
| 59.  | Thomas Fanara          | 121    |
| 59.  | Tobias Grünenfelder    | 121    |
| 61.  | Michael Janyk          | 118    |
| 62.  | Alois Vogl             | 111    |
| 63.  | Manfred Pranger        | 101    |
| 64.  | Raphaël Burtin         | 100    |
| 65.  | Patrick Staudacher     | 099    |
| 66.  | Johan Brolenius        | 097    |
| 66.  | Martin Hansson         | 097    |
| 68.  | Finlay Mickel          | 092    |
| 69.  | Alberto Schieppati     | 091    |
| 70.  | Aleš Gorza             | 089    |
| 71.  | Marc Berthod           | 078    |
| 72.  | Lars Elton Myhre       | 077    |
| 72.  | Bjarne Solbakken       | 077    |
| 74.  | Cristian Deville       | 072    |
| 75.  | Patrick Bechter        | 065    |
| 76.  | Jean-Baptiste Grange   | 063    |
| 77.  | Pierre-Emmanuel Dalcin | 061    |
| 77.  | Manuel Osborne-Paradis | 061    |
| 79.  | Andreas Omminger       | 059    |
| 79.  | Arnold Rieder          | 059    |
| 81.  | John Kucera            | 057    |
| 82.  | Konrad Hari            | 056    |
| 83.  | Jimmy Cochran          | 055    |
| 83.  | Werner Heel            | 055    |
| 83.  | Andrej Jerman          | 055    |
| 86.  | Marco Sullivan         | 053    |
| 87.  | Hans Petter Buraas     | 050    |
| 87.  | Chip Knight            | 050    |
| 89.  | Naoki Yuasa            | 049    |
| 90.  | Kurt Sulzenbacher      | 046    |
| 90.  | Bernard Vajdič         | 046    |
| 92.  | Roland Fischnaller     | 040    |
| 93.  | Mitja Valenčič         | 039    |
| 94.  | Jürg Grünenfelder      | 038    |
| 95.  | Martin Marinac         | 037    |
| 96.  | Jean-Philippe Roy      | 036    |
| 97.  | Hans Olsson            | 034    |
| 098. | Ondřej Bank            | 033    |
| 098. | Marc Gini              | 033    |
| 098. | Dane Spencer           | 033    |

| Rang | Name                    | Punkte |
| ---- | ----------------------- | ------ |
| 101. | Alexander Choroschilow  | 32     |
| 102. | Walter Girardi          | 30     |
| 103. | Patrick Biggs           | 29     |
| 104. | Alessandro Fattori      | 28     |
| 105. | Norbert Holzknecht      | 26     |
| 105. | Hannes Paul Schmid      | 26     |
| 107. | Kilian Albrecht         | 25     |
| 107. | Alexandre Anselmet      | 25     |
| 109. | Kurt Engl               | 24     |
| 110. | Drago Grubelnik         | 22     |
| 110. | Steve Missillier        | 22     |
| 112. | Gauthier de Tessières   | 21     |
| 112. | Ryan Semple             | 21     |
| 114. | Stefan Thanei           | 20     |
| 115. | Michael Gufler          | 19     |
| 115. | Adrien Théaux           | 19     |
| 117. | AJ Bear                 | 18     |
| 117. | Giancarlo Bergamelli    | 18     |
| 117. | Jono Brauer             | 18     |
| 117. | Mirko Deflorian         | 18     |
| 117. | Lucas Senoner           | 18     |
| 122. | Marc Bottollier-Lasquin | 17     |
| 123. | Jure Košir              | 16     |
| 124. | Tom Rothrock            | 15     |
| 125. | Frédéric Covili         | 13     |
| 125. | Niklas Rainer           | 13     |
| 125. | Filip Trejbal           | 13     |
| 128. | Stephan Keppler         | 10     |
| 128. | Jukka Leino             | 10     |
| 130. | Julien Cousineau        | 09     |
| 130. | Alexander Koll          | 09     |
| 130. | Andreas Nilsen          | 09     |
| 130. | Pierre Paquin           | 09     |
| 130. | Edoardo Zardini         | 09     |
| 135. | Alex Antor              | 08     |
| 135. | Christian Mayer         | 08     |
| 137. | Nicolas Burtin          | 07     |
| 137. | Florian Eisath          | 07     |
| 137. | Thomas Graggaber        | 07     |
| 137. | Natko Zrnčić-Dim        | 07     |
| 141. | Andreas Ertl            | 06     |
| 142. | Jukka Rajala            | 05     |
| 143. | Justin Johnson          | 04     |
| 144. | Luke Deane              | 02     |
| 144. | Guillermo Fayed         | 02     |
| 144. | Rok Perko               | 02     |
| 147. | Andrej Križaj           | 01     |

| Rang | Name                    | Punkte |
| ---- | ----------------------- | ------ |
| 01.  | Janica Kostelić         | 1970   |
| 02.  | Anja Pärson             | 1662   |
| 03.  | Michaela Dorfmeister    | 1364   |
| 04.  | Nicole Hosp             | 1112   |
| 05.  | Lindsey Kildow          | 1067   |
| 06.  | Marlies Schild          | 0961   |
| 07.  | Kathrin Zettel          | 0872   |
| 08.  | Julia Mancuso           | 0755   |
| 09.  | Alexandra Meissnitzer   | 0753   |
| 10.  | Elisabeth Görgl         | 0602   |
| 11.  | Nadia Styger            | 0594   |
| 12.  | Tanja Poutiainen        | 0592   |
| 13.  | María José Rienda       | 0546   |
| 14.  | Tina Maze               | 0525   |
| 15.  | Andrea Fischbacher      | 0507   |
| 16.  | Martina Ertl-Renz       | 0465   |
| 17.  | Geneviève Simard        | 0461   |
| 18.  | Anna Ottosson           | 0450   |
| 18.  | Renate Götschl          | 0450   |
| 20.  | Michaela Kirchgasser    | 0422   |
| 21.  | Fränzi Aufdenblatten    | 0383   |
| 22.  | Nadia Fanchini          | 0305   |
| 23.  | Kirsten Lee Clark       | 0293   |
| 24.  | Maria Pietilä Holmner   | 0269   |
| 25.  | Ingrid Jacquemod        | 0264   |
| 26.  | Sylviane Berthod        | 0254   |
| 27.  | Lucia Recchia           | 0250   |
| 28.  | Therese Borssén         | 0248   |
| 28.  | Allison Forsyth         | 0248   |
| 30.  | Šárka Záhrobská         | 235    |
| 31.  | Kristina Koznick        | 0228   |
| 32.  | Laure Pequegnot         | 0227   |
| 33.  | Nike Bent               | 0219   |
| 34.  | Jessica Lindell-Vikarby | 0213   |
| 35.  | Annemarie Gerg          | 0204   |
| 36.  | Silvia Berger           | 0198   |
| 37.  | Chiara Costazza         | 0191   |
| 37.  | Carole Montillet-Carles | 0191   |
| 39.  | Manuela Mölgg           | 0190   |
| 40.  | Emily Brydon            | 0187   |
| 41.  | Elena Fanchini          | 0184   |

| Rang | Name                   | Punkte |
| ---- | ---------------------- | ------ |
| 42.  | Resi Stiegler          | 183    |
| 43.  | Libby Ludlow           | 182    |
| 44.  | Petra Haltmayr         | 177    |
| 45.  | Nika Fleiss            | 175    |
| 45.  | Kelly VanderBeek       | 175    |
| 47.  | Ana Jelušić            | 147    |
| 48.  | Brigitte Obermoser     | 143    |
| 49.  | Daniela Ceccarelli     | 125    |
| 50.  | Monika Bergmann        | 124    |
| 51.  | Catherine Borghi       | 108    |
| 52.  | Katja Wirth            | 104    |
| 53.  | Daniela Merighetti     | 103    |
| 54.  | Stacey Cook            | 102    |
| 55.  | Caroline Lalive        | 100    |
| 56.  | Janette Hargin         | 094    |
| 56.  | Karen Putzer           | 094    |
| 58.  | Ingrid Rumpfhuber      | 092    |
| 59.  | Ana Drev               | 084    |
| 60.  | Chemmy Alcott          | 082    |
| 61.  | Brigitte Acton         | 079    |
| 61.  | Martina Schild         | 079    |
| 61.  | Kathrin Wilhelm        | 079    |
| 64.  | Henna Raita            | 077    |
| 65.  | Sarah Schleper         | 075    |
| 66.  | Annalisa Ceresa        | 068    |
| 67.  | Florine de Leymarie    | 064    |
| 68.  | Fanny Chmelar          | 063    |
| 69.  | Maria Riesch           | 062    |
| 70.  | Kathrin Hölzl          | 059    |
| 71.  | Carmen Casanova        | 056    |
| 72.  | Wendy Siorpaes         | 055    |
| 73.  | Anja Blieninger        | 054    |
| 73.  | Monika Dumermuth       | 054    |
| 75.  | Sherry Lawrence        | 050    |
| 75.  | Eveline Rohregger      |        |
| 77.  | Christina Lustenberger | 047    |
| 77.  | Veronika Zuzulová      | 047    |
| 79.  | Vanessa Vidal          | 043    |
| 80.  | Karin Blaser           | 041    |
| 80.  | Marie Marchand-Arvier  | 041    |
| 82.  | Sonja Nef              | 038    |

| Rang | Name                   | Punkte |
| ---- | ---------------------- | ------ |
| 083. | Isolde Kostner         | 37     |
| 083. | Johanna Schnarf        | 37     |
| 085. | Angelika Grüner        | 36     |
| 085. | Denise Karbon          | 36     |
| 087. | Noriyo Hiroi           | 35     |
| 088. | Ella Alpiger           | 31     |
| 089. | Trine Bakke            | 29     |
| 089. | Shona Rubens           | 29     |
| 091. | Isabelle Huber         | 27     |
| 092. | Anne-Sophie Barthet    | 26     |
| 093. | Malin Hultdin          | 23     |
| 094. | Petra Robnik           | 22     |
| 095. | Kaylin Richardson      | 20     |
| 096. | Nicole Gius            | 18     |
| 097. | Sandrine Aubert        | 17     |
| 098. | Jessica Pünchera       | 16     |
| 099. | Marlies Oester         | 15     |
| 100. | Jonna Mendes           | 14     |
| 100. | Carolina Ruiz Castillo | 14     |
| 102. | Anne Marie Müller      | 13     |
| 103. | Bryna McCarty          | 12     |
| 104. | Lauren Ross            | 11     |
| 105. | Urška Rabič            | 10     |
| 106. | Lisa Bremseth          | 09     |
| 106. | Gina Stechert          | 09     |
| 106. | Jessica Walter         | 09     |
| 109. | Line Viken             | 07     |
| 110. | Christel Pascal        | 06     |
| 110. | Stefanie Stemmer       | 06     |
| 112. | Alexandra Coletti      | 05     |
| 112. | Carolin Fernsebner     | 05     |
| 114. | Andrine Flemmen        | 04     |
| 114. | Lene Løseth            | 04     |
| 116. | Nina Løseth            | 03     |
| 116. | Eva Kurfürstová        | 03     |
| 118. | Camilla Alfieri        | 02     |
| 118. | Clothilde Weyrich      | 02     |
| 118. | Tessa Worley           | 02     |
| 121. | Aurélie Santon         | 01     |
| 121. | Lucie Hrstková         | 01     |
| 121. | Ana Kobal              | 01     |

### Abfahrt
| Rang | Athlet              | Punkte |
| ---- | ------------------- | ------ |
| 1    | Michael Walchhofer  | 522    |
| 2    | Fritz Strobl        | 491    |
| 3    | Daron Rahlves       | 444    |
| 4    | Marco Büchel        | 400    |
| 5    | Bode Miller         | 340    |
| 6    | Kjetil André Aamodt | 322    |
| 7    | Hermann Maier       | 305    |
| 8    | Bruno Kernen        | 268    |
| 9    | Didier Défago       | 246    |
| 10   | Kristian Ghedina    | 235    |
| 11   | Erik Guay           | 221    |
| 12   | Klaus Kröll         | 216    |
| 13   | Aksel Lund Svindal  | 182    |
| 14   | Peter Fill          | 166    |
| 14   | Hans Grugger        | 166    |
| 16   | Andreas Buder       | 133    |
| 17   | Yannick Bertrand    | 127    |
| 18   | Didier Cuche        | 126    |
| 18   | Ambrosi Hoffmann    | 126    |
| 20   | Antoine Dénériaz    | 124    |
| 21   | Christoph Gruber    | 111    |
| 22   | Andreas Schifferer  | 102    |
| 23   | Finlay Mickel       | 92     |
| 24   | Steven Nyman        | 86     |
| 25   | Tobias Grünenfelder | 74     |

| Rang | Athletin                | Punkte |
| ---- | ----------------------- | ------ |
| 1    | Michaela Dorfmeister    | 498    |
| 2    | Lindsey Kildow          | 410    |
| 3    | Renate Götschl          | 315    |
| 4    | Janica Kostelić         | 300    |
| 5    | Fränzi Aufdenblatten    | 272    |
| 6    | Alexandra Meissnitzer   | 267    |
| 7    | Anja Pärson             | 249    |
| 8    | Elisabeth Görgl         | 227    |
| 9    | Sylviane Berthod        | 223    |
| 10   | Nike Bent               | 187    |
| 11   | Julia Mancuso           | 176    |
| 12   | Elena Fanchini          | 173    |
| 13   | Nadia Styger            | 172    |
| 14   | Lucia Recchia           | 155    |
| 15   | Nadia Fanchini          | 150    |
| 16   | Brigitte Obermoser      | 117    |
| 17   | Catherine Borghi        | 103    |
| 18   | Kirsten Lee Clark       | 92     |
| 19   | Jessica Lindell-Vikarby | 90     |
| 20   | Carole Montillet-Carles | 88     |
| 21   | Ingrid Rumpfhuber       | 84     |
| 22   | Caroline Lalive         | 80     |
| 23   | Nicole Hosp             | 79     |
| 23   | Petra Haltmayr          | 79     |
| 25   | Stacey Cook             | 75     |

### Super-G
| Rang | Athlet              | Punkte |
| ---- | ------------------- | ------ |
| 1    | Aksel Lund Svindal  | 284    |
| 2    | Hermann Maier       | 282    |
| 3    | Daron Rahlves       | 269    |
| 4    | Hannes Reichelt     | 250    |
| 5    | Kjetil André Aamodt | 223    |
| 6    | Erik Guay           | 204    |
| 7    | Ambrosi Hoffmann    | 165    |
| 8    | Peter Fill          | 162    |
| 9    | Christoph Gruber    | 147    |
| 10   | Bode Miller         | 145    |
| 11   | Stephan Görgl       | 144    |
| 12   | Hans Grugger        | 133    |
| 13   | Bruno Kernen        | 128    |
| 14   | Matthias Lanzinger  | 126    |
| 15   | Benjamin Raich      | 116    |
| 15   | Scott Macartney     | 116    |
| 17   | Marco Büchel        | 115    |
| 18   | Michael Walchhofer  | 112    |
| 19   | Fritz Strobl        | 108    |
| 20   | Andreas Schifferer  | 105    |
| 21   | François Bourque    | 96     |
| 22   | Didier Défago       | 94     |
| 22   | Lasse Kjus          | 94     |
| 24   | Patrik Järbyn       | 93     |
| 25   | Klaus Kröll         | 67     |

| Rang | Athletin                | Punkte |
| ---- | ----------------------- | ------ |
| 1    | Michaela Dorfmeister    | 626    |
| 2    | Alexandra Meissnitzer   | 437    |
| 3    | Nadia Styger            | 360    |
| 4    | Lindsey Kildow          | 326    |
| 5    | Janica Kostelić         | 266    |
| 6    | Julia Mancuso           | 239    |
| 7    | Andrea Fischbacher      | 231    |
| 8    | Kirsten Lee Clark       | 201    |
| 9    | Anja Pärson             | 182    |
| 10   | Nicole Hosp             | 175    |
| 11   | Elisabeth Görgl         | 172    |
| 11   | Libby Ludlow            | 172    |
| 13   | Tina Maze               | 164    |
| 14   | Martina Ertl-Renz       | 161    |
| 15   | Silvia Berger           | 137    |
| 16   | Kelly VanderBeek        | 122    |
| 17   | Emily Brydon            | 120    |
| 17   | Marlies Schild          | 120    |
| 19   | Renate Götschl          | 113    |
| 19   | Geneviève Simard        | 113    |
| 21   | Ingrid Jacquemod        | 112    |
| 22   | Carole Montillet-Carles | 103    |
| 23   | Petra Haltmayr          | 98     |
| 24   | Lucia Recchia           | 95     |
| 25   | Kathrin Wilhelm         | 79     |

### Riesenslalom
| Rang | Athlet                | Punkte |
| ---- | --------------------- | ------ |
| 1    | Benjamin Raich        | 481    |
| 2    | Massimiliano Blardone | 442    |
| 3    | Fredrik Nyberg        | 414    |
| 4    | Davide Simoncelli     | 314    |
| 5    | Kalle Palander        | 306    |
| 6    | Thomas Grandi         | 259    |
| 7    | François Bourque      | 230    |
| 8    | Hermann Maier         | 223    |
| 9    | Bode Miller           | 198    |
| 10   | Aksel Lund Svindal    | 195    |
| 11   | Daron Rahlves         | 190    |
| 12   | Ted Ligety            | 188    |
| 13   | Rainer Schönfelder    | 169    |
| 14   | Stephan Görgl         | 165    |
| 15   | Erik Schlopy          | 150    |
| 16   | Hannes Reichelt       | 142    |
| 17   | Joël Chenal           | 137    |
| 18   | Thomas Fanara         | 121    |
| 19   | Marco Büchel          | 111    |
| 20   | Raphaël Burtin        | 100    |
| 21   | Didier Défago         | 92     |
| 22   | Alberto Schieppati    | 91     |
| 23   | Mario Matt            | 76     |
| 24   | Didier Cuche          | 70     |
| 25   | Manfred Mölgg         | 67     |

| Rang | Athletin              | Punkte |
| ---- | --------------------- | ------ |
| 1    | Anja Pärson           | 586    |
| 2    | María José Rienda     | 537    |
| 3    | Janica Kostelić       | 464    |
| 4    | Nicole Hosp           | 461    |
| 5    | Geneviève Simard      | 343    |
| 6    | Kathrin Zettel        | 314    |
| 7    | Tina Maze             | 309    |
| 8    | Tanja Poutiainen      | 260    |
| 9    | Michaela Kirchgasser  | 227    |
| 10   | Anna Ottosson         | 224    |
| 11   | Julia Mancuso         | 212    |
| 12   | Michaela Dorfmeister  | 210    |
| 13   | Martina Ertl-Renz     | 171    |
| 14   | Andrea Fischbacher    | 170    |
| 15   | Allison Forsyth       | 156    |
| 16   | Elisabeth Görgl       | 155    |
| 17   | Marlies Schild        | 154    |
| 18   | Nadia Fanchini        | 130    |
| 19   | Manuela Mölgg         | 128    |
| 20   | Maria Pietilä Holmner | 124    |
| 21   | Ingrid Jacquemod      | 98     |
| 22   | Ana Drev              | 81     |
| 23   | Karen Putzer          | 77     |
| 24   | Nadia Styger          | 56     |
| 25   | Eveline Rohregger     | 50     |

### Slalom
| Rang | Athlet             | Punkte |
| ---- | ------------------ | ------ |
| 1    | Giorgio Rocca      | 547    |
| 2    | Kalle Palander     | 495    |
| 3    | Benjamin Raich     | 410    |
| 4    | Ted Ligety         | 396    |
| 5    | Thomas Grandi      | 360    |
| 6    | Stéphane Tissot    | 336    |
| 7    | Akira Sasaki       | 333    |
| 8    | Reinfried Herbst   | 316    |
| 9    | Markus Larsson     | 291    |
| 10   | Jean-Pierre Vidal  | 253    |
| 11   | Kentarō Minagawa   | 219    |
| 12   | André Myhrer       | 206    |
| 13   | Aksel Lund Svindal | 205    |
| 14   | Rainer Schönfelder | 198    |
| 15   | Ivica Kostelić     | 163    |
| 16   | Mario Matt         | 136    |
| 17   | Felix Neureuther   | 131    |
| 18   | Pierrick Bourgeat  | 126    |
| 19   | Patrick Thaler     | 125    |
| 20   | Michael Janyk      | 118    |
| 21   | Kjetil Jansrud     | 113    |
| 22   | Alois Vogl         | 111    |
| 23   | Manfred Pranger    | 101    |
| 24   | Johan Brolenius    | 97     |
| 24   | Martin Hansson     | 97     |

| Rang | Athletin              | Punkte |
| ---- | --------------------- | ------ |
| 1    | Janica Kostelić       | 740    |
| 2    | Marlies Schild        | 550    |
| 3    | Anja Pärson           | 485    |
| 4    | Kathrin Zettel        | 399    |
| 5    | Tanja Poutiainen      | 320    |
| 6    | Nicole Hosp           | 307    |
| 7    | Therese Borssén       | 248    |
| 8    | Laure Pequegnot       | 227    |
| 9    | Lindsey Kildow        | 214    |
| 10   | Šárka Záhrobská       | 206    |
| 11   | Anna Ottosson         | 194    |
| 12   | Chiara Costazza       | 191    |
| 13   | Kristina Koznick      | 180    |
| 14   | Michaela Kirchgasser  | 175    |
| 15   | Resi Stiegler         | 165    |
| 16   | Annemarie Gerg        | 164    |
| 17   | Maria Pietilä Holmner | 145    |
| 18   | Nika Fleiss           | 142    |
| 19   | Ana Jelušić           | 137    |
| 20   | Monika Bergmann       | 114    |
| 21   | Henna Raita           | 77     |
| 22   | Julia Mancuso         | 75     |
| 23   | Martina Ertl.Renz     | 70     |
| 24   | Annalisa Ceresa       | 68     |
| 25   | Florine de Leymarie   | 64     |

### Kombination
| Rang | Athlet              | Punkte |
| ---- | ------------------- | ------ |
| 1    | Benjamin Raich      | 345    |
| 2    | Bode Miller         | 200    |
| 2    | Michael Walchhofer  | 200    |
| 4    | Rainer Schönfelder  | 182    |
| 5    | Kjetil André Aamodt | 162    |
| 6    | Peter Fill          | 142    |
| 7    | Aksel Lund Svindal  | 140    |
| 8    | Andrej Šporn        | 123    |
| 9    | Didier Défago       | 95     |
| 10   | Silvan Zurbriggen   | 93     |
| 11   | Pierrick Bourgeat   | 68     |
| 12   | Lasse Kjus          | 56     |
| 13   | Ted Ligety          | 52     |
| 13   | Steven Nyman        | 52     |
| 15   | Kjetil Jansrud      | 45     |
| 16   | Ivica Kostelić      | 41     |
| 17   | Patrick Staudacher  | 38     |
| 18   | Bruno Kernen        | 36     |
| 19   | Christoph Gruber    | 35     |
| 19   | Lars Elton Myhre    | 35     |

| Rang | Athletin                | Punkte |
| ---- | ----------------------- | ------ |
| 1    | Janica Kostelić         | 200    |
| 2    | Anja Pärson             | 160    |
| 3    | Lindsey Kildow          | 110    |
| 4    | Marlies Schild          | 105    |
| 5    | Nicole Hosp             | 90     |
| 6    | Kathrin Zettel          | 85     |
| 7    | Martina Ertl-Renz       | 58     |
| 8    | Julia Mancuso           | 53     |
| 9    | Jessica Lindell-Vikarby | 44     |
| 10   | Andrea Fischbacher      | 42     |
| 11   | Janette Hargin          | 36     |
| 12   | Nike Bent               | 32     |
| 12   | Anna Ottosson           | 32     |
| 14   | Michaela Dorfmeister    | 30     |
| 15   | Elisabeth Görgl         | 29     |
| 16   | Brigitte Acton          | 26     |
| 16   | Fanny Chmelar           | 26     |
| 16   | Johanna Schnarf         | 26     |
| 19   | Daniela Merighetti      | 22     |
| 20   | Michaela Kirchgasser    | 20     |

## Podestplatzierungen Herren

### Abfahrt
| Datum      | Ort                          | 1. Platz                                                       | 2. Platz                                                       | 3. Platz                                                       |
| ---------- | ---------------------------- | -------------------------------------------------------------- | -------------------------------------------------------------- | -------------------------------------------------------------- |
| 26.11.2005 | Lake Louise (CAN)            | Fritz Strobl                                                   | Kjetil André Aamodt                                            | Marco Büchel                                                   |
| 02.12.2005 | Beaver Creek (USA)           | Daron Rahlves                                                  | Bode Miller                                                    | Hans Grugger                                                   |
| 10.12.2005 | Val-d’Isère (FRA)            | Michael Walchhofer                                             | Fritz Strobl                                                   | Hans Grugger                                                   |
| 17.12.2005 | Gröden (ITA)                 | Marco Büchel                                                   | Michael Walchhofer                                             | Erik Guay                                                      |
| 29.12.2005 | Bormio (ITA)                 | Daron Rahlves                                                  | Fritz Strobl                                                   | Tobias Grünenfelder                                            |
| 14.01.2006 | Wengen (SUI)                 | Daron Rahlves                                                  | Michael Walchhofer                                             | Fritz Strobl                                                   |
| 21.01.2006 | Kitzbühel (AUT)              | Michael Walchhofer                                             | Marco Büchel                                                   | Daron Rahlves                                                  |
| 28.01.2006 | Garmisch-Partenkirchen (GER) | Hermann Maier                                                  | Klaus Kröll                                                    | Andreas Buder                                                  |
| 04.02.2006 | Chamonix (FRA)               | Das ursprünglich angesetzte Rennen wurde ersatzlos gestrichen. | Das ursprünglich angesetzte Rennen wurde ersatzlos gestrichen. | Das ursprünglich angesetzte Rennen wurde ersatzlos gestrichen. |
| 15.03.2006 | Åre (SWE)                    | Aksel Lund Svindal                                             | Bode Miller                                                    | Peter Fill                                                     |

### Super-G
| Datum      | Ort                          | 1. Platz           | 2. Platz        | 3. Platz            |
| ---------- | ---------------------------- | ------------------ | --------------- | ------------------- |
| 27.11.2005 | Lake Louise (CAN)            | Aksel Lund Svindal | Benjamin Raich  | Daron Rahlves       |
| 01.12.2005 | Beaver Creek (USA)           | Hannes Reichelt    | Erik Guay       | Matthias Lanzinger  |
| 16.12.2005 | Gröden (ITA)                 | Hans Grugger       | Erik Guay       | Ambrosi Hoffmann    |
| 20.01.2006 | Kitzbühel (AUT)              | Hermann Maier      | Peter Fill      | Hannes Reichelt     |
| 29.01.2006 | Garmisch-Partenkirchen (GER) | Christoph Gruber   | Scott Macartney | Kjetil André Aamodt |
| 16.03.2006 | Åre (SWE)                    | Bode Miller        | Daron Rahlves   | Aksel Lund Svindal  |

### Riesenslalom
| Datum      | Ort                 | 1. Platz              | 2. Platz                      | 3. Platz                     |
| ---------- | ------------------- | --------------------- | ----------------------------- | ---------------------------- |
| 23.10.2005 | Sölden (AUT)        | Hermann Maier         | Bode Miller                   | Rainer Schönfelder           |
| 03.12.2005 | Beaver Creek (USA)  | Bode Miller           | Daron Rahlves                 | Kalle Palander               |
| 18.12.2005 | Alta Badia (ITA)    | Massimiliano Blardone | Davide Simoncelli             | François Bourque             |
| 21.12.2005 | Kranjska Gora (SLO) | Benjamin Raich        | Massimiliano Blardone         | Thomas Grandi                |
| 07.01.2006 | Adelboden (SUI)     | Benjamin Raich        | Fredrik Nyberg                | Stephan Görgl Kalle Palander |
| 04.03.2006 | Yongpyong (KOR)     | Davide Simoncelli     | Massimiliano Blardone         | Aksel Lund Svindal           |
| 05.03.2006 | Yongpyong (KOR)     | Ted Ligety            | Fredrik Nyberg Kalle Palander |                              |
| 17.03.2006 | Åre (SWE)           | Benjamin Raich        | Massimiliano Blardone         | Fredrik Nyberg               |

### Slalom
| Datum      | Ort                        | 1. Platz                        | 2. Platz         | 3. Platz       |
| ---------- | -------------------------- | ------------------------------- | ---------------- | -------------- |
| 04.12.2005 | Beaver Creek (USA)         | Giorgio Rocca                   | Stéphane Tissot  | Ted Ligety     |
| 12.12.2005 | Madonna di Campiglio (ITA) | Giorgio Rocca                   | Benjamin Raich   | Kalle Palander |
| 22.12.2005 | Kranjska Gora (SLO)        | Giorgio Rocca                   | Thomas Grandi    | Ted Ligety     |
| 08.01.2006 | Adelboden (SUI)            | Giorgio Rocca                   | Ted Ligety       | Benjamin Raich |
| 15.01.2006 | Wengen (SUI)               | Giorgio Rocca                   | Kalle Palander   | Alois Vogl     |
| 22.01.2006 | Kitzbühel (AUT)            | Jean-Pierre Vidal               | Reinfried Herbst | Benjamin Raich |
| 24.01.2006 | Schladming (AUT)           | Kalle Palander                  | Akira Sasaki     | Benjamin Raich |
| 10.03.2006 | Shigakōgen (JPN)           | Benjamin Raich                  | Akira Sasaki     | Thomas Grandi  |
| 11.03.2006 | Shigakōgen (JPN)           | Reinfried Herbst Kalle Palander |                  | Thomas Grandi  |
| 18.03.2006 | Åre (SWE)                  | Markus Larsson                  | Stéphane Tissot  | Thomas Grandi  |

### Super-Kombination
| Datum      | Ort               | 1. Platz           | 2. Platz            | 3. Platz    |
| ---------- | ----------------- | ------------------ | ------------------- | ----------- |
| 11.12.2005 | Val-d’Isère (FRA) | Michael Walchhofer | Rainer Schönfelder  | Bode Miller |
| 13.01.2006 | Wengen (SUI)      | Benjamin Raich     | Kjetil André Aamodt | Peter Fill  |
| 03.02.2006 | Chamonix (FRA)    | Benjamin Raich     | Rainer Schönfelder  | Bode Miller |

### Kombination
| Datum          | Ort             | 1. Platz       | 2. Platz    | 3. Platz           |
| -------------- | --------------- | -------------- | ----------- | ------------------ |
| 21./22.01.2006 | Kitzbühel (AUT) | Benjamin Raich | Bode Miller | Aksel Lund Svindal |

## Podestplatzierungen Damen

### Abfahrt
| Datum      | Ort                      | 1. Platz             | 2. Platz             | 3. Platz              |
| ---------- | ------------------------ | -------------------- | -------------------- | --------------------- |
| 02.12.2005 | Lake Louise (CAN)        | Elena Fanchini       | Michaela Dorfmeister | Alexandra Meissnitzer |
| 03.12.2005 | Lake Louise (CAN)        | Lindsey Kildow       | Sylviane Berthod     | Michaela Dorfmeister  |
| 17.12.2005 | Val-d’Isère (FRA)        | Lindsey Kildow       | Caroline Lalive      | Alexandra Meissnitzer |
| 13.01.2006 | Bad Kleinkirchheim (AUT) | Anja Pärson          | Michaela Dorfmeister | Fränzi Aufdenblatten  |
| 14.01.2006 | Bad Kleinkirchheim (AUT) | Janica Kostelić      | Nike Bent            | Michaela Dorfmeister  |
| 21.01.2006 | St. Moritz (SUI)         | Michaela Dorfmeister | Renate Götschl       | Janica Kostelić       |
| 27.01.2006 | Cortina d’Ampezzo (ITA)  | Renate Götschl       | Julia Mancuso        | Elisabeth Görgl       |
| 15.03.2006 | Åre (SWE)                | Anja Pärson          | Lindsey Kildow       | Elisabeth Görgl       |

### Super-G
| Datum      | Ort                      | 1. Platz                                         | 2. Platz                                   | 3. Platz             |
| ---------- | ------------------------ | ------------------------------------------------ | ------------------------------------------ | -------------------- |
| 04.12.2005 | Lake Louise (CAN)        | Alexandra Meissnitzer                            | Andrea Fischbacher                         | Michaela Dorfmeister |
| 09.12.2005 | Aspen (USA)              | Nadia Styger                                     | Michaela Dorfmeister                       | Andrea Fischbacher   |
| 18.12.2005 | Val-d’Isère (FRA)        | Michaela Dorfmeister                             | Alexandra Meissnitzer                      | Emily Brydon         |
| 15.01.2006 | Bad Kleinkirchheim (AUT) | Janica Kostelić                                  | Michaela Dorfmeister Alexandra Meissnitzer |                      |
| 20.01.2006 | St. Moritz (SUI)         | Michaela Dorfmeister                             | Tina Maze                                  | Nicole Hosp          |
| 28.01.2006 | Cortina d’Ampezzo (ITA)  | Anja Pärson                                      | Julia Mancuso                              | Lindsey Kildow       |
| 03.03.2006 | Hafjell (NOR)            | Michaela Dorfmeister Lindsey Kildow Nadia Styger |                                            |                      |
| 16.03.2006 | Åre (SWE)                | Nicole Hosp                                      | Michaela Dorfmeister                       | Martina Ertl-Renz    |

### Riesenslalom
| Datum      | Ort                     | 1. Platz                                                   | 2. Platz                                                   | 3. Platz                                                   |
| ---------- | ----------------------- | ---------------------------------------------------------- | ---------------------------------------------------------- | ---------------------------------------------------------- |
| 22.10.2005 | Sölden (AUT)            | Tina Maze                                                  | Janica Kostelić                                            | Anja Pärson                                                |
| 10.12.2005 | Aspen (USA)             | María José Rienda                                          | Anja Pärson                                                | Kathrin Zettel                                             |
| 21.12.2005 | Špindlerův Mlýn (CZE)   | Janica Kostelić                                            | Kathrin Zettel                                             | Marlies Schild                                             |
| 28.12.2005 | Lienz (AUT)             | Anja Pärson                                                | Nicole Hosp                                                | Tina Maze                                                  |
| 07.01.2006 | Maribor (SLO)           | Das Rennen wurde am 3. Februar in Ofterschwang nachgeholt. | Das Rennen wurde am 3. Februar in Ofterschwang nachgeholt. | Das Rennen wurde am 3. Februar in Ofterschwang nachgeholt. |
| 29.01.2006 | Cortina d’Ampezzo (ITA) | Nicole Hosp                                                | Geneviève Simard                                           | Elisabeth Görgl                                            |
| 03.02.2006 | Ofterschwang (GER)      | María José Rienda                                          | Anja Pärson                                                | Kathrin Zettel                                             |
| 04.02.2006 | Ofterschwang (GER)      | Anja Pärson María José Rienda                              |                                                            | Julia Mancuso                                              |
| 05.03.2006 | Hafjell (NOR)           | María José Rienda                                          | Nicole Hosp                                                | Tanja Poutiainen                                           |
| 18.03.2006 | Åre (SWE)               | Janica Kostelić                                            | Geneviève Simard                                           | Nicole Hosp Tanja Poutiainen                               |

### Slalom
| Datum      | Ort                   | 1. Platz        | 2. Platz        | 3. Platz        |
| ---------- | --------------------- | --------------- | --------------- | --------------- |
| 11.12.2005 | Aspen (USA)           | Anja Pärson     | Janica Kostelić | Kathrin Zettel  |
| 22.12.2005 | Špindlerův Mlýn (CZE) | Anja Pärson     | Janica Kostelić | Marlies Schild  |
| 29.12.2005 | Lienz (AUT)           | Marlies Schild  | Nicole Hosp     | Janica Kostelić |
| 05.01.2006 | Zagreb (CRO)          | Marlies Schild  | Kathrin Zettel  | Janica Kostelić |
| 08.01.2006 | Maribor (SLO)         | Marlies Schild  | Janica Kostelić | Therese Borssén |
| 05.02.2006 | Ofterschwang (GER)    | Janica Kostelić | Kathrin Zettel  | Marlies Schild  |
| 10.03.2006 | Levi (FIN)            | Janica Kostelić | Anja Pärson     | Kathrin Zettel  |
| 11.03.2006 | Levi (FIN)            | Anja Pärson     | Janica Kostelić | Nicole Hosp     |
| 17.03.2006 | Åre (SWE)             | Janica Kostelić | Marlies Schild  | Anja Pärson     |

### Super-Kombination
| Datum      | Ort              | 1. Platz        | 2. Platz    | 3. Platz       |
| ---------- | ---------------- | --------------- | ----------- | -------------- |
| 22.01.2006 | St. Moritz (SUI) | Janica Kostelić | Anja Pärson | Lindsey Kildow |
| 04.03.2006 | Hafjell (NOR)    | Janica Kostelić | Anja Pärson | Marlies Schild |

## Teamwettbewerb
| Datum      | Ort       | 1. Platz | 2. Platz                                                                                              | 3. Platz |
| ---------- | --------- | --- | --- | --- |
| 19.03.2006 | Åre (SWE) | ÖsterreichAndrea Fischbacher Nicole Hosp Michaela Kirchgasser Stephan Görgl Reinfried Herbst Benjamin Raich | Vereinigte StaatenLindsey Kildow Julia Mancuso Resi Stiegler Ted Ligety Scott Macartney Daron Rahlves | SchwedenJanette Hargin Jessica Lindell-Vikarby Maria Pietilä Holmner Patrik Järbyn Markus Larsson André Myhrer |

## Nationencup
| Rang | Land                   | Punkte |
| ---- | ---------------------- | ------ |
| 1    | Österreich             | 15024  |
| 2    | Vereinigte Staaten     | 6146   |
| 3    | Italien                | 4730   |
| 4    | Schweden               | 4482   |
| 5    | Schweiz                | 3771   |
| 6    | Kanada                 | 3060   |
| 7    | Frankreich             | 2584   |
| 8    | Kroatien               | 2503   |
| 9    | Norwegen               | 2333   |
| 10   | Deutschland            | 1529   |
| 11   | Finnland               | 1485   |
| 12   | Slowenien              | 1048   |
| 13   | Japan                  | 636    |
| 14   | Liechtenstein          | 635    |
| 15   | Spanien                | 560    |
| 16   | Tschechien             | 285    |
| 17   | Vereinigtes Königreich | 174    |
| 18   | Slowakei               | 47     |
| 19   | Australien             | 38     |
| 20   | Russland               | 32     |
| 21   | Andorra                | 8      |
| 22   | Monaco                 | 5      |

| Rang | Land                   | Punkte |
| ---- | ---------------------- | ------ |
| 1    | Österreich             | 7276   |
| 2    | Vereinigte Staaten     | 3179   |
| 3    | Italien                | 2999   |
| 4    | Norwegen               | 2264   |
| 5    | Schweiz                | 2143   |
| 6    | Kanada                 | 1784   |
| 7    | Frankreich             | 1700   |
| 8    | Schweden               | 1304   |
| 9    | Finnland               | 816    |
| 10   | Liechtenstein          | 626    |
| 11   | Japan                  | 601    |
| 12   | Slowenien              | 406    |
| 13   | Deutschland            | 274    |
| 14   | Kroatien               | 211    |
| 15   | Vereinigtes Königreich | 92     |
| 16   | Tschechien             | 46     |
| 17   | Australien             | 38     |
| 18   | Russland               | 32     |
| 19   | Andorra                | 8      |

| Rang | Land                   | Punkte |
| ---- | ---------------------- | ------ |
| 1    | Österreich             | 7748   |
| 2    | Schweden               | 3178   |
| 3    | Vereinigte Staaten     | 3042   |
| 4    | Kroatien               | 2292   |
| 5    | Italien                | 1731   |
| 6    | Schweiz                | 1628   |
| 7    | Kanada                 | 1276   |
| 8    | Deutschland            | 1255   |
| 9    | Frankreich             | 884    |
| 10   | Finnland               | 669    |
| 11   | Slowenien              | 642    |
| 12   | Spanien                | 560    |
| 13   | Tschechien             | 239    |
| 14   | Vereinigtes Königreich | 82     |
| 15   | Norwegen               | 69     |
| 16   | Slowakei               | 47     |
| 17   | Japan                  | 36     |
| 18   | Liechtenstein          | 8      |
| 19   | Monaco                 | 5      |

## Saisonverlauf

### Weltcupentscheidungen

#### Damen
Der Gesamtweltcupsieg für Janica Kostelić wurde erst im Finale fixiert, wobei die Kroatin zur Abfahrt am 15. März nicht angetreten war. Dann reichte ihr aber Rang 4 im Super-G, weil Anja Pärson ausschied; ihre zwei abschließenden Siege, jeweils mit zwei Laufbestzeiten, unterstrichen ihre Sonderklasse. Schon am 28. Januar war die Abfahrtswertung fixiert worden: Michaela Dorfmeister wurde in Cortina Vierte, Kildow Neunte – somit war die Niederösterreicherin mit 452 zu 330 Punkten uneinholbar geworden. Auch den Super-G holte sich Dorfmeister vorzeitig, nämlich am 3. März in Kvitfjell, als sie als Beteiligte bei dem „Dreier-Sieg“ von 446 auf 546 Punkte davonzog, während ihre Konkurrentin Alexandra Meissnitzer als Zweiundzwanzigste zu ihren 386 Punkten nur neun weitere kassierte. Keine Fragen gab es auch wegen der übrigen drei Wertungen. Die zweite Super-Kombination der Saison wurde erst am 4. März ausgetragen, jedoch es gab wieder das Resultat Kostelić vor Pärson.

#### Herren
Die ohnehin nur mehr theoretisch gewesene Frage nach dem Gesamtweltcupsieg beantwortete sich schon vor den vier Finalrennen, nämlich am 11. März beim zweiten Slalom in Shigakōgen: Aksel Lund Svindal hätte (bei gleichzeitigem Ausfall von Benjamin Raich) einen Sieg benötigt, doch um 13.26 h Ortszeit wurde er (als Elfter nach dem ersten Lauf war er in Führung gegangen) gleich vom nächsten Starter, Kentarō Minagawa, an der Spitze abgelöst. Die Kombination, bei der es nebst den drei Super-Kombinationen auch die „klassische“ in Kitzbühel gab, wurde mit dem letzten Bewerb am 3. Februar entschieden.
Im Finale wurden noch die kleinen Kugeln in der Abfahrt, dem Super-G und dem Riesenslalom vergeben: In der Abfahrt hatten noch drei Läufer die Gelegenheit, den mit 498 Punkten führenden Walchhofer abzufangen, wobei Marco Büchel mit 400 Punkten fast Unmögliches hätte schaffen müssen (und mit Rang 16 eine Nullmeldung verzeichnete). Daron Rahlves mit 408 Punkten benötigte einen Sieg (und Punktelosigkeit von Walchhofer) (36 Punkte für Rang 7 kamen heraus). Fritz Strobl mit 441 Punkten kam mit Start-Nr. 22, konnte aber das aktuell (und auch im Endklassement) führende Trio nicht sprengen, war als Vierter (was er dann auch blieb) bereits geschlagen, ehe Walchhofer als überhaupt Letzter mit Nr. 23 startete und Rang 11 belegte.
Für Hermann Maier reichte es (wie schon im Vorjahr) nicht für den Super-G Disziplinensieg: Als Vierter hatte er 9 Hundertstel Sekunden Rückstand auf Svindal, der Maier somit um zwei Punkte überholte. Im Riesenslalom hatte Raich 19 Punkte Vorsprung auf Massimiliano Blardone – und so war auch das Resultat am 17. März, was seinen Vorsprung auf den Italiener auf 39 Punkte ansteigen ließ. Im Slalom schied zwar der in den ersten Saisonrennen dominierende Giorgio Rocca (als Führender nach dem ersten Lauf) aus, doch war er schon vor dem Rennen uneinholbar geworden, weil Kalle Palander den Slalom nicht bestritt.

### Verletzungen
- Mario Scheiber erlitt am 12. November beim Riesenslalom-Training in Sun Peaks, (Kanada), einen Kreuzbandriss im rechten Knie, womit für ihn die Saison schon zu Ende war, ehe sie richtig begonnen hatte.
- Für Hilde Gerg kam am 16. November das Aus: Sie zog sich bei einem Sturz im Super-G-Training in Copper Mountain in den USA einen Abriss des Außenmeniskus sowie einen Teileinriss des hinteren Kreuzbandes im rechten Knie sowie einen Impressionsbruch des Schienbeinkopfes zu. Schon 2000 hatte sich Gerg nach einem Wadenbeinbruch an die Weltspitze zurück kämpfen müssen. Im Dezember 2002 hatte Gerg bei der Abfahrt in Lake Louise einen Riss des vorderen Kreuzbandes im linken Knie erlitten. Am 20. November 2005 kündigte die Lenggrieserin ihren Rücktritt an.
- Marlies Oester kam beim Training in Loveland, (Colorado), zu Sturz und zog sich einen Innenbandriss im linken Knie zu und reiste nach Hause. Beim MRI in der Schweiz stellt sich heraus, dass sie sich auch noch das hintere Kreuzband im linken Knie gerissen hatte. Am 12. Dezember wurde Oester bei Christian Schenk in Feldkirch operiert. Diese Verletzung bedeutete das Karriere-Ende der Bronzemedaillengewinnerin in der Kombination bei den Weltmeisterschaften 2003 in St. Moritz.
- Maria Riesch blieb das Pech treu: Sie riss sich bei ihrem Sturz im zweiten Lauf des Riesenslaloms in Aspen im linken Knie das vordere Kreuzband und zog sich zudem eine Meniskusblessur und eine Knochenstauchung zu. Das war für sie die bereits vierte Verletzung innert 13 Monaten, denn nebst den beiden Verletzungen aus der Vorsaison hatte sie Mitte September die Saisonvorbereitung wegen einer Knochenstauchung am linken Schienbein unterbrechen müssen.
- Am 29. Dezember war Tobias Grünenfelder in der Abfahrt in Bormio Sensationsmann und Pechvogel zugleich. Er wurde trotz eines Sturzes kurz vor dem Ziel Dritter, der Sieg wäre im Bereich des Möglichen gelegen, denn bei der untersten Zwischenzeit war Grünenfelder noch um drei Hundertstel schneller unterwegs gewesen als Sieger Rahlves. Nach dem Sturz, nach dem er seitlich liegend ins Ziel schlitterte, lag Grünenfelder nur 35 Hundertstel hinter dem Amerikaner. Beim Sturz wurde das Innenband im rechten Knie in Mitleidenschaft gezogen. – Auch Hans Grugger kam zu Sturz, dies schon im oberen Streckenteil; es stellte sich nach seiner Einlieferung per Hubschrauber in das Ospedale Morelli de Sondalo eine Hüftluxation links heraus, welche aber seinen Start bei den kommenden Olympischen Spielen unmöglich machte.
- Am 24. Januar gab es gleich zwei schwere Verletzungen bei den Damen in den Abfahrtstrainings in Cortina d’Ampezzo: Caroline Lalive zog sich einen Bruch der linken Kniescheibe zu, dies nach einem Sprung, ohne gestürzt zu sein. Sie flog am 27. Januar in die USA.
- Johanna Schnarf musste danach am 26. Januar am linken Kreuzband operiert werden, außerdem wurde ein Knorpelschaden am linken Außenminiskus behoben; die Heilungsdauer wurde mit 3 bis 6 Monaten angegeben.
- Sonja Nef hatte – wie es sich am 30. Januar bei einer MRI-Untersuchung in Bern herausstellte – eine akute Hüftentzündung, weshalb ihr eine Rennpause von drei Wochen (damit Fehlen bei Olympia) angeordnet wurde. Schon zuvor war sie beim Riesenslalom in Cortina d’Ampezzo am 29. Januar, zu dem sie ihre Meldung abgegeben hatte, nicht angetreten. Am 21. Februar gab Nef ihren Rücktritt bekannt und begründete diesen Schritt mit dem fehlenden sportlichen Erfolg und gesundheitlichen Problemen.
- Renate Götschl musste sich am 25. Februar einer Operation nach einer im letzten Rennen vor Olympia, dem Riesenslalom in Cortina, zugezogenen Bänderverletzung unterziehen.
- Am 28. Februar, nur 1½ Wochen nach dem Gewinn der Bronzemedaille im olympischen Super-G, ging die Saison für Ambrosi Hoffmann abrupt zu Ende. Der Davoser zog sich in Adelboden im Riesenslalom-Training einen Kreuzbandriss im rechten Knie zu. Eine genauere Untersuchung am Mittwoch, 1. März, im Davoser Spital ergab den für Hoffmann niederschmetternden Befund. Noch am Abend wurde er von Christian Schenk in Feldkirch operiert.
- Bei der Finalabfahrt in Åre am 15. März erlitt Klaus Kröll neben einer Schienbeinkopffraktur im linken Bein auch noch einen Bruch des Handgelenks. Er wurde deshalb noch am Nachmittag nach Innsbruck geflogen, wo er an der Universitätsklinik von Wulf Glötzer behandelt wurde.

### Erwähnenswertes
- Atle Skårdal wurde am 7. März 2005 Chef-Renndirektor der FIS bei den Alpinrennen der Damen; er ersetzte den Steirer Kurt Hoch. Der 57-jährige Hoch, der seit der Weltcup-Reorganisation 1991 diesen Job ausübte, legte sein Amt nach 14 Jahren mit Saisonende zurück, weil er mit dem neuen Vertrag der FIS, demzufolge die Renndirektoren künftig dem FIS-Generalsekretariat unterstellt und weisungsgebunden wären, unzufrieden war.
- Bei der FIS-Frühlingstagung am 21./22. Mai in München wurde beschlossen, auch eine Kristallkugel für die Disziplinen-Sieger in der Kombination zu vergeben.
- Der Sieg am 26. November 2005 in der Abfahrt in Lake Louise bedeutete den ersten Weltcupsieg seit Olympiagold 2002 für Fritz Strobl.
- Lake Louise war auch der Start der großartigen Karriere von Aksel Lund Svindal, denn sein dortiger Premierensieg im Super-G am 27. November leitete bereits für die laufende Saison den Disziplinensieg im Super-G und Rang 2 im Gesamtweltcup ein.
- Seinen ersten Weltcupsieg konnte auch Hannes Reichelt beim Super-G am 1. Dezember in Beaver Creek erringen, womit diese Ski-Station sein „Lieblingsort“ (mit drei weiteren Super-G-Siegen im Weltcup und jenem bei den Weltmeisterschaften 2015) wurde.
- Stéphane Tissot überraschte dann beim Slalom am 4. Dezember, als er mit Start-Nr. 35 (und nur Rang 19 nach dem 1. Lauf) noch mit Laufbestzeit auf Rang 2 vorstieß.
- Am 7. Dezember kehrte Kilian Albrecht wieder in den ÖSV-A-Kader zurück, durfte auch gleich am 12. Dezember beim Slalom in Madonna di Campiglio starten, wo er mit Start-Nr. 33 jedoch im ersten Lauf ausschied.
- Die Damen des Schweizer Verbandes konnten durch Nadia Styger am 9. Dezember in Aspen ihren ersten Weltcupsieg seit dem Saisonfinale 2003/04 feiern. Auch damals war Styger am 11. März Super-G-Siegerin gewesen.
- Überhaupt eine äußerst schlechte Saison erlebten jedoch die Technikerinnen von Swiss-Ski, woran sich auch die gesundheitlichen Probleme der „Nr.-1-Läuferin“ Sonja Nef bemerkbar machten, die nach enttäuschenden Resultaten in den weiteren Rennen nicht mehr starten konnte und letztlich noch während der Saison zurücktrat. Im Slalom kam in Aspen keine ins Klassement, in Špindlerův Mlýn belegte Nef als Einzige Rang 23, ähnlich am Bärenberg in Zagreb Rang 21 – beim Nachtslalom in Levi wurde Rabea Grand zwar Dreiundzwanzigste, doch gab es wegen Zeitüberschreitung keine Weltcup-Punkte. In den übrigen Slaloms kam keine ins Klassement (Grand fiel in Ofterschwang nach Rang 15 im ersten Lauf aus). All diese Umstände waren auch Anlass für den Verband gewesen, keine Läuferin für den Olympiaslalom zu nennen. Dieselbe triste Situation bot sich im Riesenslalom, wo Nef in Aspen auf Rang 22 und Fränzi Aufdenblatten mit der hohen Startnummer 60 auf Rang 26 gekommen waren. In Lienz fuhr Nadia Styger auf Rang 20, in Cortina d’Ampezzo auf 16 und Aufdenblatten, Nr. 62, auf 24 – nach einer Leermeldung im ersten Ofterschwang-Rennen belegten Aufdenblatten (Nr. 55) und Styger die Plätze 22 und 27. Aufdenblatten (Nr. 48) auf Rang 19 beschloss in Hafjell die Saison, denn als logische Folge hatte keine Läuferin, weder für Slalom noch Riesenslalom, eine Berechtigung für das Finale in Åre.
- Bei vorgenanntem Aspen-Rennen am 9. Dezember gab es Probleme mit der Zeitnehmung; vorerst schien Alexandra Meissnitzer auf Rang 3 auf, aber die erst in einer zweiten Zeitmessung ermittelte Marke für Andrea Fischbacher (bei ihr war nach der Zieldurchfahrt die Uhr weitergelaufen) wurde nachträglich in die Wertung genommen.
- Nichts wurde es aus dem ersten Sieg für die Schweizer Herren seit 22 Monaten, denn Didier Défago mit 0,19 s Vorsprung auf Michael Walchhofer wurde als vermeintlicher Sieger der Super-Kombination am 11. Dezember in Val-d’Isère nachträglich disqualifiziert. Ein Präzisionsgerät ermittelte, dass statt erlaubter 55 Millimeter für eine der Bindungsplatten auf seinem Ski es 55,17 mm waren. Dieser Nicht-Sieg bewirkte letztlich, dass die Swiss-Ski-Herren in der gesamten Saison (und somit zwei Saisonen en suite) sieglos blieben. Den größten Sprung nach vorne von den Spitzenfahrern vollzog indes Rainer Schönfelder, der sich mit zweitbester Laufzeit (hinter Jean-Baptiste Grange) von Position 23 nach der Abfahrt noch bis auf den 3. Rang verbesserte.
- Beim Super-G in Gröden am 16. Dezember gab es nicht nur den ersten Sieg von Hans Grugger in dieser Disziplin, sondern auch den kuriosen Start von Fritz Strobl, der beim vehementen Abstoßen von der Startrampe nach vorne stürzte – seine späteren Teilzeiten hätten eine Spitzenplatzierung bringen können, aber dadurch hatte er auf die beste erste Zeitmessung beinahe 10 Sekunden verloren.
- Am 17. Dezember wollte Kristian Ghedina zum fünften Mal die Gröden-Abfahrt gewinnen und Franz Klammer (4 Siege) überholen, doch die ungünstigen Verhältnisse für ihn als Trainingsschnellsten (damit Start-Nr. 30) ließen nicht mehr als Rang 4 zu. Marco Büchel konnte seinen ersten Sieg in einer Weltcup-Abfahrt und auch zum zweiten Mal nach Markus Foser 1993 einen Liechtensteiner-Abfahrtssieg (auch hier in Gröden) realisieren.
- Auch am 17. Dezember gab es die Damen-Abfahrt in Val-d’Isère, deren Start wegen der Wetterbedingung um 90 Minuten verschoben worden war und bei schlechten Sichtverhältnissen ausgetragen und nach Start-Nr. 47 (Sturz von Urška Rabič) abgebrochen wurde. Zumindest bot aber das Podest keine Überraschungen.
- Am 21. Dezember konnte Janica Kostelić, Riesenslalomsiegerin bei Olympia 2002, ihren ersten Sieg in dieser Disziplin im Weltcup erringen; Špindlerův Mlýn war zudem erstmals Austragungsort eines Weltcuprennens; zuvor waren es die zur Slowakei gehörenden Resorts Jasná und Vysoké Tatry aus der damaligen Tschechoslowakei gewesen.
- Nach dem Slalom in Kranjska Gora am 22. Dezember, bei dem er im ersten Lauf nur Rang 60 belegt hatte, verweigerte Bode Miller das Nachkontrollieren der Schuhe und wurde mit 999 CHFr bestraft; diese Strafe bezahlte der US-Verband.
- Kuriosität beim Nachtslalom in Zagreb-Sljeme, wo sich Janica Kostelić trotz Verlust eines Stocks mit Handschuh gleich beim ersten Tor im zweiten Lauf noch von Rang 7 auf 3 verbesserte.
- Am 7. Januar avancierte Fredrik Nyberg mit Rang 2 im Riesenslalom in Adelboden zum ältesten Podestfahrer der alpinen Ski-Weltcup-Geschichte. Der Schwede löste mit 36 Jahren und 290 Tagen den Italiener Kristian Ghedina als «Stockerl-Methusalem» im Weltcup ab (Ghedina war bei seinem zweiten Platz in der Chamonix-Abfahrt am 8. Januar 2005 36 Jahre und 49 Tage alt).
- Benjamim Raich konnte erstmals in Adelboden gewinnen (bislang war dort der dritte Rang 1999 sei bestes Resultat gewesen).
- Für die Schweizer Gastgeber gab es das schlimmste Adelboden-Debakel der Ski-Historie. Didier Cuche und Marc Berthod landeten ex aequo nur auf Platz 21 und holten damit als einzige Swiss-Ski-Läufer im Heimrennen Weltcup-Punkte. Die schlechtesten Riesenslalom-Ergebnisse der Eidgenossen datierten vom 3. Januar bzw. 28. Februar 2004, als in Flachau und Kranjska Gora Ambrosi Hoffmann bzw. Didier Défago als beste Schweizer jeweils auf dem 25. Rang gelandet waren. Allerdings waren am 2. Dezember 1989 in Mont Sainte-Anne überhaupt keine Herren der Schweiz ins Klassement gekommen.
- Isolde Kostner nannte am 10. Januar für ihren für die Skisportwelt überraschenden Rücktritt einen besonderen Grund: sie war schwanger, weshalb auch eine Olympiateilnahme in Turin ausgeschlossen wurde.
- Der bislang fünfmal en suite in einem Slalom erfolgreich gewesene Giorgio Rocca vergab am 22. Januar beim Slalom am Kitzbüheler Ganslernhang die Chance, den Rekord seines Landsmann Alberto Tomba zu brechen, welcher in der Saison 1994/95 von Beginn der Saison an 7 Rennen in Serie für sich entschieden hatte. Rocca konnte sich nach einem Abrutscher (er stieg zurück) nicht für Lauf 2 qualifizieren. Eine Überraschung gab es zudem mit Rang 2 von Reinfried Herbst; der Salzburger war aus allen Kadern gefallen und sich auf eigene Kosten wieder hoch gearbeitet.
- Bei der Super-Kombination in St. Moritz am 22. Januar entging Michaela Dorfmeister in der Abfahrt vor der Linkskurve nach einer Kuppe, wo die zweite Zwischenzeit genommen wurde, einer Kollision mit einem als so genannten „Abschnittsleiter“ fungierenden Pistenhelfer.
- Der erste Riesenslalom in Ofterschwang am 3. Februar war das Ersatzrennen für Maribor vom 7. Januar.
- Zum zweiten Mal in der Weltcup-Geschichte gab es Platz eins in dreifacher Ausfertigung, und wiederum bei den Damen. Nach jenem im Riesenslalom in Sölden vom 26. Oktober 2002 (Andrine Flemmen, Nicole Hosp und Tina Maze) war es nun der Super-G in Kvitfjell: Mit den Startnummern 26 (Styger), 27 (Kildow) und 30 (Dorfmeister) gab es dreimal 1:18,65 – und Pech für Kelly VanderBeek, die vorerst mit Nr. 16 geführt hatte und im Schlussklassement mit nur 0,01 s auf Rang 4 landete.
- Die Super-Kombination von Kvitfjell am 4. März bestand erstmals aus Super-G und Slalom, und Janica Kostelić setzte sich zum fünften Mal (mit Weltmeisterschaften und Olympia sogar zum siebten Mal) in Folge durch.
- Kuriosum bei den Riesenslaloms in Yongpyong am 4. und 5. März: Der Sieger am 5. März, Ted Ligety, dem damit sein erster Weltcupsieg überhaupt gelungen war, hatte jenen vom Vortag schlicht und einfach, vom Jetlag gepeinigt, verschlafen.
- Noch vor Saisonende, nämlich am 8. März, erklärte Christian Mayer seinen Rücktritt.
- Bei den Finalrennen in Åre war Lasse Kjus mit einem „Retired“-Shirt, auf dem wichtige Karrieredaten vermerkt, und Skiern, auf denen sein (fast kahlköpfiges) Konterfei zu sehen waren, auf seiner Abschiedsrunde unterwegs. Der Super-G am 16. März war sein definitiv letztes Weltcuprennen. Wie beim Vorjahresfinale gab es einen US-Doppelsieg (mit denselben Personen, damals allerdings ex aequo) – und erstmals seit 1996 war kein Österreicher bei einem Super-G auf dem Podest.
- Beim schon weiter oben erwähnten dreifachen „Ex aequo“ im Super-G von Hafjell avancierte Michaela Dorfmeister mit 32 Jahren und 302 Tagen zur nunmehr ältesten Siegerin eines Weltcuprennens (sie wurde erst am 21. Dezember 2014 durch Elisabeth Görgl abgelöst).
- Bei den Damen kam Martina Ertl-Renz in ihrem letzten Super-G nochmals aufs Podest, auch Carole Montillet-Carles beendete an diesem 16. März ihre Karriere.

### Todesfall
Der in Rovereto wohnende Italiener Severino Bottero, aktuell Trainer des französischen Herren-Riesenslalomsteam, kam um 8.26 Uhr bei einem Autounfall auf der Fahrt vom Piemont nach Bernex ums Leben. Der Unfall des allein im Auto sitzenden Trainers passierte auf der Autobahn Chamonix–Genf bei Sallanches in Hochsavoyen. Die französische Mannschaft trat bei den darauf folgenden Wettbewerben (7./8. Januar in Adelboden) mit Trauerflor an.

### Karriereende
| Herren - Lasse Kjus - Daron Rahlves - Andreas Schifferer - Kristian Ghedina - Andreas Ertl - Jean-Pierre Vidal - Claude Crétier - Josef Strobl - Christian Mayer - Jure Košir | Damen - Marlies Oester - Michaela Dorfmeister - Isolde Kostner - Hilde Gerg - Martina Ertl-Renz - Sonja Nef - Carole Montillet-Carles - Laure Pequegnot - Christel Pascal - Andrine Flemmen - Trine Bakke - Henna Raita - Olesja Alijewa - Kristina Koznick - Jonna Mendes |